# Transsignifikation
Die Transsignifikation ist ein theologisches Erklärungsmodell der Wandlung der Gestalten von Brot und Wein in den Leib und das Blut Jesu Christi bei der Feier der Eucharistie.

## Die Transsignifikationslehre
In der theologischen Diskussion vor und nach dem Zweiten Vatikanischen Konzil um die Realpräsenz Jesu Christi in den eucharistischen Gestalten versuchten einige Theologen, neue Erklärungsmodelle für die Transsubstantiationslehre der römisch-katholischen Kirche zu finden. Vor allem sollte eine Alternative zum Substanzbegriff entwickelt werden. Die Arbeiten zum Thema von Jean de Baciocchi und später von Edward Schillebeeckx und Piet Schoonenberg weisen in der Diskussion um den Substanzbegriff auf die sich in der Eucharistie verändernde Bedeutung der eucharistischen Gestalten hin und beschreiben dies mit Transsignifikation. Die Transsignifikation geht also von einer Bedeutungswandlung der Gestalten von Brot und Wein aus, die die Identität der Gestalten selbst betreffe.
Die Kritik des römisch-katholischen Lehramts gegenüber einer solchen Interpretation der Transsubstantiationslehre bezieht sich auf die ungeklärte beziehungsweise noch diskutierte ontologische Dimension dieser Wandlung. Eine bloße subjektive Bedeutungswandlung durch die Kommunizierenden reiche nicht aus, sondern es handle sich um eine objektive Wesenswandlung. Diese Kritik wurde mit dem Hinweis, dass sich bei einer Wandlung der Identität der res auch deren „Substanz“ ändere, zu entkräften versucht.